# Appaloosa
För den amerikanska western-filmen Appaloosa, se Appaloosa (film).
Appaloosan är en hästras som härstammar ifrån Nordamerika och som mest är känd för sin prickiga färg, så kallad tigrerad. Namnet kommer från området Palouse i nordvästra USA, och det ursprungliga namnet är "A Palouse horse", vilket senare har blivit nedkortat till "Appaloosa". 
Appaloosan har sitt ursprung i de spanska conquistadorernas hästar som fördes till USA efter upptäckten av Amerika, men rasen avlades fram av den amerikanska urfolksstammen Nez Perce från Idaho. Sedan urfolket blivit intvingade i reservat, dödades många Appaloosa-hästar, men genom ett gediget avelsarbete har man lyckats återuppföda rasen. 
Idag är Appaloosan relativt populär och vanlig, även om den fortfarande inte har fått en helt fastställd typ. Exteriören kan därför variera lite. Appaloosan är omtyckt som ridhäst, inom boskapsskötsel och även inom cirkusen. I USA används Appaloosan också inom galoppsporten.

## Historia

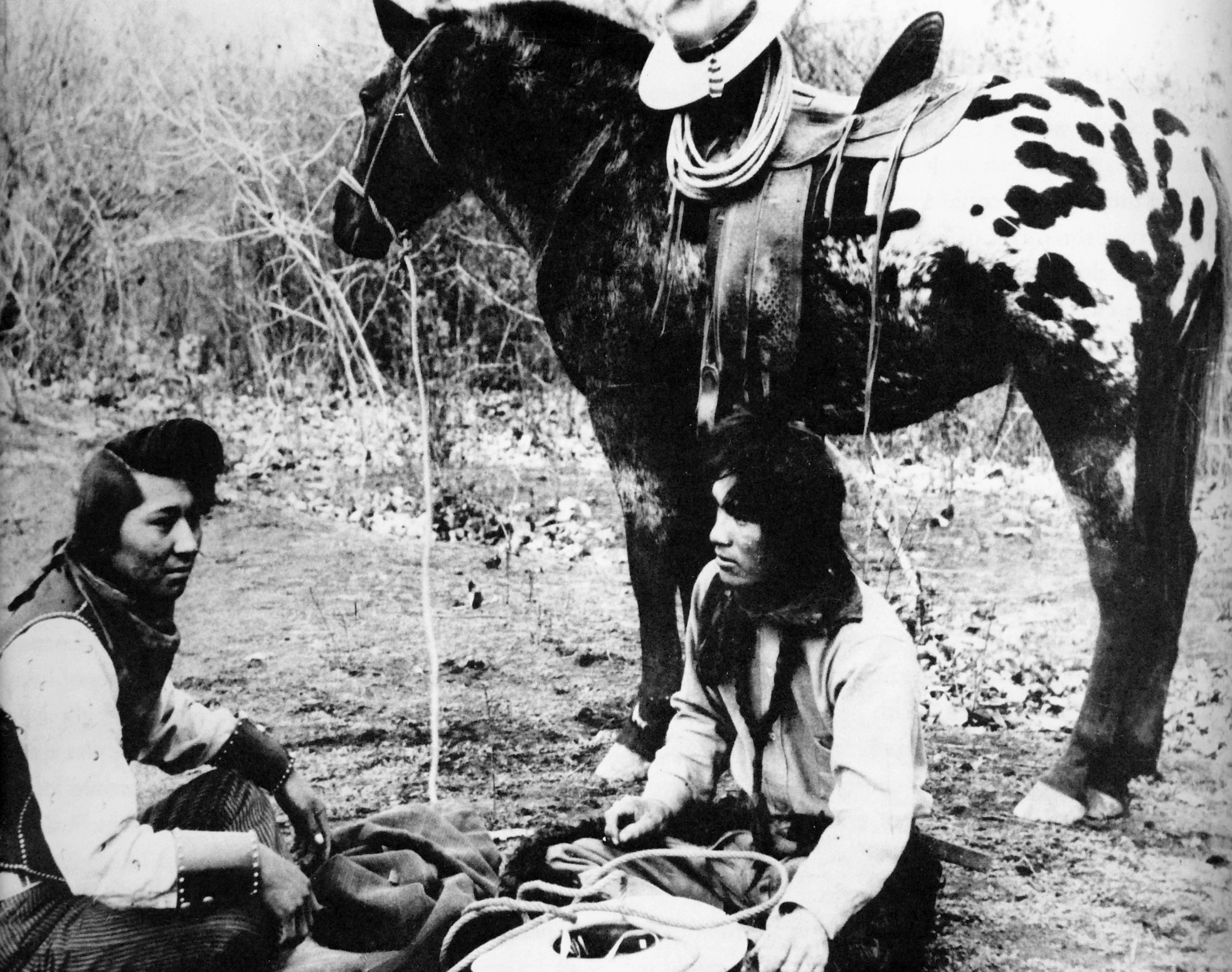
Nez Perce-indianerna var kända för att kunna avla fram hästar efter färg och lade grunden till dagens moderna Appaloosa.

Alla Nord- och sydamerikanska hästraser har sitt ursprung i de hästar som fördes till Amerika under koloniseringen på 1500- och 1600-talet. De spanska conquistadorerna hade med sig sina spanska hästar och jenneter samt även Berberhästar och arabiska fullblod. Många av dessa hästar släpptes ut i det fria eller rymde och skapade på så sätt nya hjordar med förvildade hästar, som alla fick egna unika karaktärer efter det klimat de levde i. Ett av de främsta exemplen är den amerikanska mustangen som helt avlats fram i det vilda, utan människans hjälp. Även Appaloosan har sitt ursprung i spanska hästarna som var kända för att kunna vara prickiga. 
De amerikanska urinvånarna, indianerna, kom inte i kontakt med hästar förrän de mexikanska nybyggarna började lära stäppindianerna hur man avlade och skötte hästar. Före koloniseringen hade hästen varit helt utdöd på den amerikanska kontinenten i över 8000 år. Med hjälp av dessa stäppindianer tämjdes och fördes många av de förvildade hästarna norrut och kom i kontakt med indianerna, bland annat indianstammen Nez Perce i Idaho. Nex Perce blev snabbt kända som duktiga hästmänniskor och uppfödare. Redan på mitten av 1600-talet tillämpade de en strikt, selektiv avel för att kunna föda fram hästar efter färg, karaktär och utseende. Olämpliga hingstar kastrerades medan olämpliga ston användes vid byteshandel med andra stammar. 
Trots indianernas kunskaper inom selektiv avel var den prickiga färgen eller ens några färger eller utseende på hästen inte viktigt, utan hästarna skulle vara tåliga arbetshästar som kunde användas både vid strider och vid jakt. Hästarna blev berömda efter Lewis och Clarks expedition 1806 när stammen fick ett hedersomnämnande i expeditionens dagböcker. Men på 1870-talet dödades ett stort antal av de prickiga hästarna Sedan indianerna tvingats in i reservat. Den 15 maj 1877 lovade indianstammen att de skulle infinna sig på reservatet inom 30 dagar, men satsade istället på att ta sig till Kanada där de skulle förena sig med den legendariska hövdingen Sitting Bull. 
När indianerna började vandra norrut hade de med sig sina prickiga hästar men på vägen tvingades de korsa floden Snake river som var både bred och väldigt strid eftersom det var en varm årstid och all is hade smält och fyllt på floden som var fylld med iskallt smältvatten. Indianerna försökte ta sig över med hjälp av hästarna som fick dra över indianerna på flottar gjorda av trä och buffelskinn. Men många hästar sveptes med strömmarna. Det var ett under att alla indianer överlevde men det sägs att runt 900 Appaloosahästar drunknade. Efter tre månader och en vandring på 210 mil, med många blodiga strider på vägen blev Nez Percéindianerna inringade i Clearwater, British Columbia av 580 soldater och tvingades kapitulera i Montana och stammens hästflock dödades. 
Appaloosan skulle troligtvis ha dött ut, men några av hästarna bevarades och avlades, bland annat i Idaho vid floden Palouse där Nez Perceindianerna hade levt tidigare. Appaloosan fick sitt namn på grund av att man sa "en Palousehäst" eller på engelska "A Palouse Horse", vilket gradvis ändrades till Appaloosa. Det var först och främst Mr Claude Thompson och Dr Frances Haines förtjänst att Appaloosan kunde avlas upp. De två gjorde efterforskningar om rasen för att skapa en rasstandard som gäller än idag. 
Men det fanns väldigt få av dessa hästar och rasen skulle inte få nytt liv förrän 1938 då "Appaloosa Horse Club" startades i Moscow i Idaho. Under de närmaste 50 åren arbetade föreningen hårt på att göra reklam för rasen och starta uppfödningar över hela USA. Och efter de 50 åren så hade registret växt till det tredje största i världen med 400 000 registrerade Appaloosahästar. 1975 öppnades även "The Appaloosa Museum Foundation" som arbetar med att bevara och sprida kunskap om Appaloosans historia. 
På senare tid har Appaloosan utavlats en del med bland annat engelska och arabiska fullblod samt även Quarterhästar för att göra dem bättre lämpade som westernhästar och appaloosahästarna har fortfarande inte fått en helt fixerad standard. Mellan 1938 och 2007 har över 670 000 Appaloosa-hästar registrerats i ApHC. 1975 blev Appaloosan erkänd som officiell ras för delstaten Idaho.

## Tigreringen

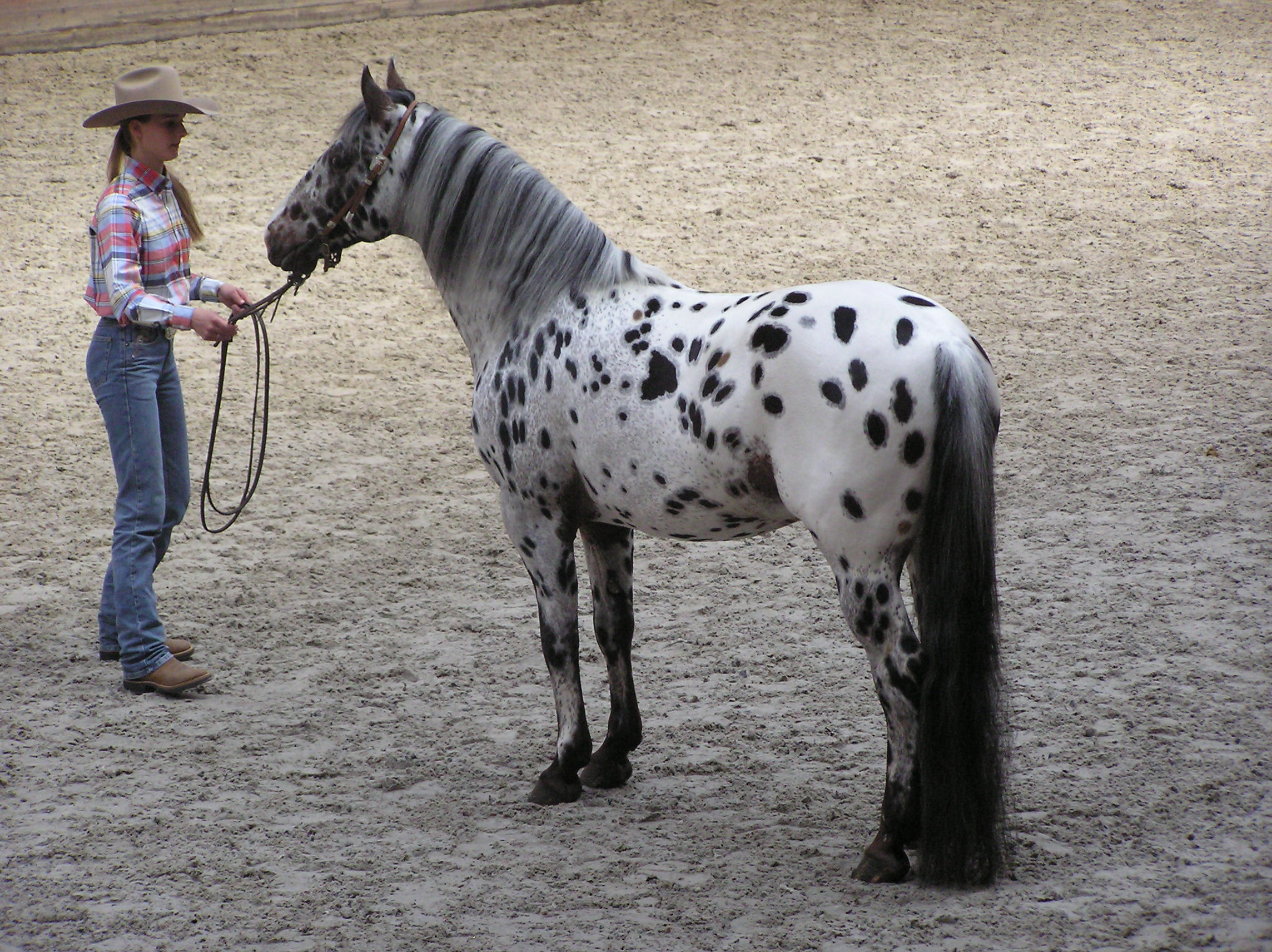
Leopardtigrerad Appaloosahingst

Appaloosan är mest känd för den tigrerade, prickiga färgen som beror på en gen som kallas LpLp. LpLp-genen ger prickar i hästens hårrem, antingen svarta eller bruna prickar på vit botten, eller vita prickar på färgad botten. 
Förutom den prickiga färgen är Appaloosan även känd för sina ögon. Alla tigrerade hästar har en väl synlig vit "sclera" (ögonvita) runt iris, ungefär som människor har. Huden på mulen är oftast tydligt marmorerade med gråa fläckar eller prickar på rosa hud och hovarna har svarta eller vita horisontella ränder medan hornet är ljust.
Tigreringen förekommer i sex olika kombinationer:
- Leopard är en häst som är helt eller nästan helt vit med tydliga prickar i svart, eller brunt.
- Blanket är en häst med vitt eller fläckat bakparti (kallas ibland även Schabraktigrerad).
- Snowflake är en helt prickig häst, men det största antalet fläckar finns på höftpartiet.
- Marble är en helt spräcklig häst, som inte bör blandas ihop med stickelhårig.
- Frost är vita fläckar eller prickar på mörk botten.
- Fewspot är en häst som är nästan helt eller helt fri från prickar. Några få prickar i svart eller vitt kan finnas men i övrigt syns bara LpLp-genen genom marmorerad mule, vit sclera och eventuellt randiga hovar.

## Egenskaper
Appaloosan är främst känd för sin tigrerade färg som också ger den en rad olika karaktäristiska kännetecken. Tigrerade hästar har alltid marmorerad hud, oftast ljust gråa fläckar på rosa botten som syns tydligast runt ögonen och på mulen. Tigrerade hästar har även randiga hovar. Ögat är också annorlunda i jämförelse med helfärgade hästar. Likt ett människoöga, har hästen en vit sclera runt irisen. Ögonen kan vara bruna, blåa eller hasselnötsfärgade och i enstaka fall kan en häst ha olikfärgade ögon. 
Appaloosan är ännu inte en fixerad typ, men första intrycket är av en kompakt arbetshäst, väl lämpad för boskapsarbete och ridning. Idag finns det dock tre utmärkande typer. En muskulös boskapstyp som utmärker sig i boskapsskötsel, westernridning och för rancharbete, en typ som påminner mycket om de gamla originalhästarna med en något smalare byggnad och en typ som påminner mer om sporthästar med en mer långbent och atletisk byggnad, oftast påverkad av fullblodshästar och populärare inom klassisk ridsport och galoppsport. 
Man och svans är oftast ganska tunna och spretiga, vilket sägs bero på att hästarna levde i snåriga marker som vildhästar och på så sätt utvecklades för att svansen inte skulle fastna i risbuskarna. Detta är dock inte en fastställd standard och idag finns det Appaloosa-hästar med kraftig man och svans. Benen är väl utformade och hovarna stenhårda och mycket tåliga. Huvudet är för det mesta brett med rak nosprofil och halsen är lång och muskulös. 
Appaloosan används främst som ridhäst och boskapshäst, men är också omtyckt inom galoppsporten samt som cirkushäst. Rasen är uppskattad tack vare sin uthållighet och härdighet samt sitt vänliga och arbetsvilliga lynne.

## Sjukdomar och genetiska fel
Appaloosan har åtta gånger större risk för att utveckla Equine Recurrent Uveitis (ERU). Detta är en sjukdom som, om den inte behandlas, kan leda till att hästen blir blind. Sjukdomen är fyra gånger vanligare bland Appaloosahästar, än hos övriga hästar i världen. Man tror att ungefär 25 % av dagens Appaloosahästar kan utveckla sjukdomen. Vid universitetet i Minnesota har man försökt fastställa om detta beror på en genetisk faktor. 
Appaloosahästar som är homozygota för Lp-genen, som ger den tigrerade färgen, ligger också i riskzonen för att utveckla nattblindhet. Lp-genen har länkats till nattblindhet sedan 1970-talet. En studie från 2008 visar även att både nattblindhet och tigrering kan bero på en gen som kallas TRPM1, vilket förklarar varför sjukdomen är vanligare hos Appaloosan än hos andra raser. Nattblindhet leder till att hästen inte har något mörkerseende och därför blir helt blind under natten, medan synen i dagsljus är fullt fungerande. Nattblindhet är ärftligt och märks redan vid födseln, men blir inte värre med tiden.